# Leif Klette
Leif Klette (ur. 21 września 1927 w Kvinnherad, zm. 3 kwietnia 2017 w Le Rouret) – norweski szermierz. Reprezentant kraju podczas Letnich Igrzysk Olimpijskich 1952 w Helsinkach i Letnich Igrzysk Olimpijskich 1960 w Rzymie. W Helsinkach wystąpił w turnieju indywidualnym florecistów, w którym odpadł w drugiej rundzie. W Rzymie wystąpił w turnieju indywidualnym florecistów i szpadzistów, w obu odpadł w pierwszej rundzie.